# غوستاف فنكلنبيرغ
غوستاف فنكلنبيرغ (بالإنجليزية: Gustavus A. Finkelnburg)‏ (و. 1837 – 1908 م) هو سياسي، وقاض، ومحام من الولايات المتحدة الأمريكية، ألمانيا ولد في كولونيا.